# Conophyma corallipes
Conophyma corallipes är en insektsart som först beskrevs av Willy Adolf Theodor Ramme 1939.  Conophyma corallipes ingår i släktet Conophyma och familjen Dericorythidae. Inga underarter finns listade i Catalogue of Life.